# 阿丝贾·琼斯
阿丝贾·琼斯（英語：Asjha Jones，1980年8月1日—）生于新泽西州皮斯卡特维，是一名美国退役女子篮球运动员。她在3岁时开始接触篮球，1998年至2002年期间就读于康涅狄格大学，并代表该校的女子篮球队参加校际比赛。2012年曾随国家队参加伦敦奥运，结果获得金牌。2015年WNBA赛季后，她结束了运动生涯。